# Цареви кули
Цареви кули или Струмишко кале (на македонска литературна норма: Цареви кули, Струмичко Кале) е археологически обект, крепост в Струмица, Северна Македония.

## Местоположение
Крепостта е разположена на връх в южната част на града, на заравнено плато и от запад и изток е заобиколен от поройните рекички Свети Илия и Коритниче. Има стръмни страни и тесен плосък връх, като през дълбока и тясна седловина от югозапад продължава в по-високите хълмове. Той е висок 180 метра над полето в подножието, където са се пресичали важни антични пътища: пътят Астибо — Астраион — Добер — Идомена — Солун, пътят за Стримон на изток и за Стене на запад.

## История

### Праистория
Археологическите изследвания констатират остатъци от многослойно праисторическо селище на югоизточния склон на хълма, от времето на ранния енеолит, края на средната и късната бронзова епоха. Остатъци от енеолитно селище има и на северозападното плато.

### Античност
Разкопките разкриват пет култови ями с големи размери от V – IV век пр. Хр., в които са открити много археологически находки – керамични фрагменти, накити, оръжие, монети и ежедневни предмети. Вероятно това е засвидетелстваният в историческите източници античен град Астраион. Платото е населено в македонския и елинистическия период III – II век пр. Хр., като находки от периода се срещат и на югоизточния склон и на северозападното плато. От този период е некрополът на Южния рид, от който са проучени много гробове.
От периода Ι век пр. Хр. до ΙΙΙ век са открити единствено няколко самотни находки и човешката активност на платото в периода е неизяснена. Във втората половина на III и в IV век е имало постоянно или временно селище и фортификация на рида. Издигната е здрава стена с вар около овален простор с изпъкнал северен връх с размери 330 х 230/160 m или 5 ha. Най-високата северозападна част с вътрешна стена е била обособена в акропол. Основни ремонти могат да се видят в западния край на акропола: порта и две кули на север и юг от него, които според метода на строителство произхождат от VI век. Тази реконструкция може да е извършена по времето на император Тиберий или Тиберий Маврикий и оттам новото, византийско име за този град, Тибериополис. Разкопките показват наличие на готско население в IV – V век.
Голямата крепост Цареви кули е била Горен град. Предградието се простирало в северното подножие на хълма, на високата тераса, на която днес се намира най-старата част на Струмица. То също е било оградено със стена, а извън тази зона се е простирал некрополът - при Старата поща в Струмица. Тук са разкопани гробове от елинистическата епоха (III - II век пр. Хр. и римската епоха III и IV век сл. Хр.  Открити са две църкви от VI век: едната лежи под средновековната црква на „Свети 15 мъченици“, в югоизточния дял на градя, а втората под Орта джамия, в югозападния дял.

### Средновековие
Находки от VII, VIII и IX век на Цареви кули не са констатирани.
Към края на ХІ и началото на ХІІ век, по времето на династиятата Комнини, животът на Цареви кули значително се раздвижва. Появяват се първите очертания на средновековната крепост, чиито останки се виждат днес. Крепостта играе важна роля в историята на тази част на областта Македония - крепостта е използвана от Добромир Хриз, Стрез, Хрельо, Йоан Драгаш и Константин Драгаш и други местни владетели.
В западната част на акропола има две кули, които са реставрирани през XII - XIV век. По това време в средата на акропола, в свободното пространство, е построен донжон - кула с шестоъгълна основа и издадени остри краища. Сутеренът му, хидростатично изолиран, е служил за водна цистерна, а входът е бил на първия етаж.
На цялата площ на акропола се забелязват основи на жилищни къщи и по-големи сгради от различен характер, а дребни находки и строителна керамика са отнесени от ерозия, предимно по южния склон. Намерени са и византийски монети - медни скифати от XII - XIII век. В северното подножие на хълма се издига голямо неукрепено предградие с площад (пазар) в северозападния край - днешната Стара чаршия. След средата на IX век върху руините на раннохристиянската базилика е построена църквата „Свети 15 мъченици“.

### Османска епоха
През османската епоха ролята на крепостта постепенно упада, тъй като тя е дълбоко навътре в империята. В средата на XVII век крепостта е вече изоставена, за което свидетелства османският пътешественик Евлия Челеби, който пише:
| „ | Разположена е под един висок хълм, в просторно, осеяно с долове поле. Има форма на удължен петоъгълник. Това е силна крепост, изградена от камък, сякаш я е строил Шедад. Понеже е строена по времето на Александър Велики, тя е стара постройка, която на много места се е процепила. В нея няма домове и манастири, а само през зимните дни там живеят овчари-неверници с овцете и козите си. В старо време е била мъчнопревзимаема, яка и здрава крепост. Нейната обиколка е 2300 крачки и има три порти. | “ |

## Проучвания
В началото на 1913 година Богдан Филов, посещава Струмица и оставя интересни бележки за крепостта:
| „ | След обяд се качихме на калето при Струмица („Цареви кули“). От стените остават само незначителни части, градени от ломени камъни и хоросан без керемиди. Запазена и е най-горната голяма кула, която има формата [шестоъгълник]. В нея се намирал уж гробът на жената на цар Константин. Като се копаело на това място, винаги излизало мляко (бяла вода). Отпред се намира една голяма щерна. Освен това на южния край са запазени отчасти двете големи кули, които са фланкирали главния вход. Тук се е намирал по всяка вероятност и подвижният мост. | “ |

Първите археологически проучвания на Цареви кули са от 2004 и 2005 година.